# Gianluca Comotto
Gianluca Comotto (Ivrea, 16 oktober 1978) is een Italiaanse voetballer (verdediger) die sinds 2013 voor de Italiaanse eersteklasser AC Perugia uitkomt. Voordien speelde hij voor onder meer Torino FC, Vicenza Calcio en AC Fiorentina.

## Carrière
| seizoen   | club                     | land   | competitie      | wed. | goals |
| --------- | ------------------------ | ------ | --------------- | ---- | ----- |
| 1994-1996 | US Ivrea Calcio          | Italië | Serie D         | 23   | 1     |
| 1996-1997 | AS Biellese 1902         | Italië | Serie D         | 30   | 0     |
| 1997-2005 | Torino FC                | Italië | Serie B/Serie A | 96   | 4     |
| 1999-2001 | Vicenza Calcio (gehuurd) | Italië | Serie B/Serie A | 47   | 3     |
| 2003      | AC Fiorentina (gehuurd)  | Italië | Serie A         | 15   | 0     |
| 2004      | Reggina Calcio (gehuurd) | Italië | Serie A         | 14   | 0     |
| 2005-2006 | AS Roma                  | Italië | Serie A         | 0    | 0     |
| 2005-2006 | Ascoli Calcio (gehuurd)  | Italië | Serie A         | 31   | 2     |
| 2006-2008 | Torino FC                | Italië | Serie A         | 58   | 4     |
| 2008-nu   | AC Fiorentina            | Italië | Serie A         | 20   | 0     |